# Camail héraldique
Pour les articles homonymes, voir Camail.
Un camail est un lambrequin couvrant le casque, ou entourant l'écu des chevaliers.
Il s'agit également d'une espèce de lambrequin qui couvrait les casques et les écus des anciens chevaliers. Quelques-uns dérivent ce mot de « camelancier », qui était une petite couverture de tête, faite de camelot ; d’autres le font venir de « cape de maille », car il y avait autrefois des couvertures de tête faites de maille. L’histoire ancienne fait mention de chevaliers armés de camails. Il est très vraisemblable que ces camails étaient à peu près comme les hausse-cols, et que les camails des évêques ont été ainsi nommés parce qu’ils ressemblent à ceux des chevaliers.